# 加布·普魯特
加布里埃尔·迈克尔·普魯特（英語：Gabriel Michael Pruitt，1986年4月19日—），出生于加州洛杉磯，美国职业篮球运动员。